# Discographie de Justin Bieber
 (mai 2024).
La discographie de Justin Bieber comprend 7 albums studio, 2 EP, 3 compilations et 3 albums de remix.
La première partie de son premier album, My World, considérée comme un extended play par la plupart des médias, est entrée dans le top 20 de six pays. L'album a été certifié disque de platine au Canada et aux États-Unis. Son premier single, One Time, est entré dans le top 30 de plus de dix Hit-Parades, et a été certifié disque de platine au Canada et aux États-Unis. Le second single de l'album, One Less Lonely Girl, est entré dans le top 10 Canadian, le top 20 américain et allemand, et dans les Hit-Parades d'autres pays. Les deux singles distribués uniquement sur internet, Love Me et Favorite Girl, sont aussi entrés dans les Hit-Parades. Justin Bieber est le premier artiste solo de l'histoire de la Billboard à avoir eu au moins quatre singles dans le Billboard Hot 100 avant la sortie de son premier album. La seconde moitié de son premier album, My World 2.0 ainsi que la version complète My Worlds comprenant la partie 1.0 et 2.0, doivent sortir le 22 mars 2010 en France et le 23 mars aux États-Unis. Le premier single de cet album, Baby, featuring Ludacris, sortie le 18 janvier 2010, est actuellement le plus grand succès  de  Justin Bieber: Baby est entrée dans le top 5 américain et canadien.
Il a vendu plus de 70 millions d'albums et plus de 150 millions de singles dans le monde.

## Albums

### Albums studio
| Albums, détails                                                           | Meilleure position dans le hit-parade | Meilleure position dans le hit-parade | Meilleure position dans le hit-parade | Meilleure position dans le hit-parade | Meilleure position dans le hit-parade | Meilleure position dans le hit-parade | Meilleure position dans le hit-parade | Meilleure position dans le hit-parade | Meilleure position dans le hit-parade | Certifications                                                                                 |
| Albums, détails                                                           | CAN                                   | ALL                                   | AUT                                   | BE                                    | IRE                                   | NED                                   | SUI                                   | UK                                    | USA                                   | Certifications                                                                                 |
| ------------------------------------------------------------------------- | ------------------------------------- | ------------------------------------- | ------------------------------------- | ------------------------------------- | ------------------------------------- | ------------------------------------- | ------------------------------------- | ------------------------------------- | ------------------------------------- | ---------------------------------------------------------------------------------------------- |
| My World 2.0 - Sortie : 23 mars 2010 - Label : Island Records             | 1                                     | 1                                     | 3                                     | 16                                    | 1                                     | 2                                     | 1                                     | 3                                     | 1                                     | - Canada : 3 × Platine - États-Unis : 4 × Platine                                              |
| Under the Mistletoe - Sortie : 1er novembre 2011 - Label : Island Records | 1                                     | 16                                    | 16                                    | 17                                    | 5                                     | 1                                     | 18                                    | 13                                    | 1                                     | - Canada : 3 × Platine - États-Unis : 2 × Platine - Royaume-Uni : Or                           |
| Believe - Sortie : 19 juin 2012 - Label : Island Records                  | 1                                     | 3                                     | 1                                     | 2                                     | 1                                     | 2                                     | 1                                     | 1                                     | 1                                     | - Allemagne : Or - Canada : 2 × Platine - États-Unis : 3 × Platine - Royaume-Uni : Or          |
| Purpose - Sortie : 13 novembre 2015 - Label : Def Jam Records             | 1                                     | 3                                     | 3                                     | 6                                     | 1                                     | 1                                     | 1                                     | 2                                     | 1                                     | - Allemagne : Or - Canada : 4 × Platine - États-Unis : 6 × Platine - Royaume-Uni : 4 × Platine |
| Changes - Sortie : 14 février 2020 - Label : Def Jam Records              |                                       |                                       |                                       |                                       |                                       |                                       |                                       |                                       |                                       | - États-Unis : Platine - France : Or                                                           |
| Justice - Sortie : 19 mars 2021 - Label : Def Jam Records                 |                                       |                                       |                                       |                                       |                                       |                                       |                                       |                                       |                                       | - États-Unis : 2 × Platine - France : Platine                                                  |
| Swag - Sortie : 11 juillet 2025 - Label : Def Jam Records                 |                                       |                                       |                                       |                                       |                                       |                                       |                                       |                                       |                                       |                                                                                                |

### Albums de remix
| Albums, détails                                                                  | Meilleure position dans le hit-parade | Meilleure position dans le hit-parade | Meilleure position dans le hit-parade | Meilleure position dans le hit-parade | Meilleure position dans le hit-parade | Meilleure position dans le hit-parade | Meilleure position dans le hit-parade | Meilleure position dans le hit-parade | Meilleure position dans le hit-parade | Certifications         |
| Albums, détails                                                                  | CAN                                   | ALL                                   | AUT                                   | BE                                    | IRE                                   | NED                                   | SUI                                   | UK                                    | USA                                   | Certifications         |
| -------------------------------------------------------------------------------- | ------------------------------------- | ------------------------------------- | ------------------------------------- | ------------------------------------- | ------------------------------------- | ------------------------------------- | ------------------------------------- | ------------------------------------- | ------------------------------------- | ---------------------- |
| My Worlds Acoustic - Sortie : 26 novembre 2010 - Label : Island Records          |                                       |                                       |                                       |                                       |                                       |                                       |                                       |                                       |                                       | - États-Unis : Or      |
| Never Say Never: The Remixes - Sortie : 14 février 2011 - Label : Island Records |                                       |                                       |                                       |                                       |                                       |                                       |                                       |                                       |                                       | - États-Unis : Platine |
| Believe Acoustic - Sortie : 29 janvier 2013 - Label : Island Records             |                                       |                                       |                                       |                                       |                                       |                                       |                                       |                                       |                                       | - États-Unis : Or      |

### Compilations
| Albums, détails                                               | Meilleure position dans le hit-parade | Meilleure position dans le hit-parade | Meilleure position dans le hit-parade | Meilleure position dans le hit-parade | Meilleure position dans le hit-parade | Meilleure position dans le hit-parade | Meilleure position dans le hit-parade | Meilleure position dans le hit-parade | Meilleure position dans le hit-parade | Certifications         |
| Albums, détails                                               | CAN                                   | ALL                                   | AUT                                   | BE                                    | IRE                                   | NED                                   | SUI                                   | UK                                    | USA                                   | Certifications         |
| ------------------------------------------------------------- | ------------------------------------- | ------------------------------------- | ------------------------------------- | ------------------------------------- | ------------------------------------- | ------------------------------------- | ------------------------------------- | ------------------------------------- | ------------------------------------- | ---------------------- |
| Journals - Sortie : 23 décembre 2013 - Label : Island Records | "                                     | "                                     | 35                                    | "                                     | 64                                    | "                                     | "                                     | 46                                    | "                                     | - États-Unis : Platine |

### Extended plays
| Albums, détails                                               | Meilleure position dans le hit-parade | Meilleure position dans le hit-parade | Meilleure position dans le hit-parade | Meilleure position dans le hit-parade | Meilleure position dans le hit-parade | Meilleure position dans le hit-parade | Meilleure position dans le hit-parade | Meilleure position dans le hit-parade | Meilleure position dans le hit-parade | Certifications                                                                                 |
| Albums, détails                                               | CAN                                   | ALL                                   | AUT                                   | BE                                    | IRE                                   | NED                                   | SUI                                   | UK                                    | USA                                   | Certifications                                                                                 |
| ------------------------------------------------------------- | ------------------------------------- | ------------------------------------- | ------------------------------------- | ------------------------------------- | ------------------------------------- | ------------------------------------- | ------------------------------------- | ------------------------------------- | ------------------------------------- | ---------------------------------------------------------------------------------------------- |
| My World - Sortie : 17 novembre 2009 - Label : Island Records | 1                                     | 1                                     | 22                                    | 2                                     | 2                                     | 5                                     | 2                                     | 4                                     | 5                                     | - Allemagne : Platine - Canada : 2 × Platine - États-Unis : 3 × Platine - Royaume-Uni : Argent |
| Freedom - Sortie : 4 avril 2021 - Label : Def Jam Recordings  |                                       |                                       |                                       |                                       |                                       |                                       |                                       |                                       |                                       |                                                                                                |

## Singles
| Année | Single                                      | Meilleur classement | Meilleur classement | Meilleur classement | Meilleur classement | Meilleur classement | Meilleur classement | Meilleur classement | Meilleur classement | Meilleur classement | Meilleur classement | Meilleur classement | Certification                                              | Album                    |
| Année | Single                                      | CAN                 | É-U                 | R-U                 | AUT                 | FR                  | ALL                 | IRL                 | P-B                 | AUS                 | N-Z                 | BE                  | Certification                                              | Album                    |
| ----- | ------------------------------------------- | ------------------- | ------------------- | ------------------- | ------------------- | ------------------- | ------------------- | ------------------- | ------------------- | ------------------- | ------------------- | ------------------- | ---------------------------------------------------------- | ------------------------ |
| 2009  | One Time                                    | 12                  | 17                  | 11                  | 30                  | 13                  | 14                  | 31                  | 74                  | 27                  | 6                   | 2 (ultratip)        | - Canada : Platine - États-Unis : Platine - Australie : Or | My World / My Worlds     |
| 2009  | One Less Lonely Girl                        | 10                  | 16                  | 62                  | 54                  | —                   | 22                  | —                   | —                   | 91                  | —                   | —                   | - États-Unis : Platine                                     | My World / My Worlds     |
| 2010  | Baby (featuring Ludacris)                   | 3                   | 5                   | 3                   | 27                  | 1                   | 22                  | 7                   | 36                  | 11                  | 4                   | 3                   | - États-Unis : 3 × Platine                                 | My World 2.0 / My Worlds |
| 2010  | Never Let You Go                            | 14                  | 21                  | 84                  | —                   | —                   | —                   | —                   | —                   | 16                  | 67                  | —                   | —                                                          | My World 2.0 / My Worlds |
| 2010  | Eenie Meenie (& Sean Kingston)              | 14                  | 15                  | 10                  | —                   | —                   | 26                  | —                   | —                   | 16                  | 8                   | 4 (ultratip)        | - États-Unis : Platine                                     | My World 2.0 / My Worlds |
| 2010  | Somebody to Love                            | 91                  | 15                  | 135                 | 4                   | 5                   | 4                   | 12                  | 2                   | 7                   | 4                   | 5 (ultratip)        | - États-Unis : Platine                                     | My World 2.0 / My Worlds |
| 2011  | Mistletoe                                   | 9                   | 11                  | 21                  | 45                  | 7                   | 5                   | 16                  | —                   | 20                  | 11                  | 8                   | - Canada : Or - États-Unis : Or                            | Under The Mistletoe      |
| 2012  | Boyfriend                                   | 1                   | 3                   | 4                   | 9                   | 5                   | 4                   | 4                   | 8                   | 2                   | 7                   | 5                   | - États-Unis : Platine - Canada : Or                       | Believe                  |
| 2012  | Die in Your Arms                            | —                   | —                   | —                   | 72                  | 63                  | 90                  | 94                  | —                   | 81                  | —                   | 69                  | —                                                          | Believe                  |
| 2012  | As Long as You Love Me (featuring Big Sean) | 9                   | 6                   | 22                  | 63                  | 48                  | 38                  |                     |                     |                     |                     |                     |                                                            | Believe                  |
| 2012  | Beauty and a Beat (featuring Nicki Minaj)   | 4                   | 5                   | 2                   | 24                  | 5                   | 4                   | 6                   | 27                  | 19                  | 4                   | 51                  | - États-Unis : Platine - Canada : Or                       | Believe                  |
| 2013  | Right Here (featuring Drake)                | —                   | 95                  | —                   | —                   | —                   | —                   |                     |                     |                     |                     |                     |                                                            | Believe                  |
| 2013  | All Around the World (featuring Ludacris)   | 10                  | 22                  | 30                  | 67                  | 63                  | 53                  |                     |                     |                     |                     |                     |                                                            | Believe                  |
| 2013  | Heartbreaker                                | 15                  | 13                  | 14                  | 18                  | 26                  | 32                  |                     |                     |                     |                     |                     | - États-Unis : Disque de certification                     | Journals                 |
| 2013  | All That Matters                            | 14                  | 24                  | 20                  | 34                  | 40                  | 46                  |                     |                     |                     |                     |                     |                                                            | Journals                 |
| 2013  | Hold Right                                  | 23                  | 29                  | 28                  | 40                  | 46                  | 56                  |                     |                     |                     |                     |                     |                                                            | Journals                 |
| 2013  | Wait for a Minute (featuring Tyga)          | 47                  | 68                  | 41                  | 50                  | 103                 | 63                  |                     |                     |                     |                     |                     |                                                            | NC                       |
| 2013  | Recovery                                    | 30                  | 41                  | 28                  | 49                  | 56                  | 50                  |                     |                     |                     |                     |                     |                                                            | Journals                 |
| 2013  | Bad Day                                     | 26                  | 53                  | 31                  | 41                  | 54                  | 66                  |                     |                     |                     |                     |                     |                                                            | Journals                 |
| 2013  | All Bad                                     | 26                  | 50                  | 34                  | 45                  | 55                  | 61                  |                     |                     |                     |                     |                     |                                                            | Journals                 |
| 2013  | PYD (featuring R. Kelly)                    | 32                  | 54                  | 30                  | 49                  | 62                  | 64                  |                     |                     |                     |                     |                     |                                                            | Journals                 |
| 2013  | Roller Coaster                              | 24                  | 47                  | 37                  | 40                  | 70                  | 69                  |                     |                     |                     |                     |                     |                                                            | Journals                 |
| 2013  | Change Me                                   | 34                  | 59                  | 39                  | 45                  | 84                  | 67                  |                     |                     |                     |                     |                     |                                                            | Journals                 |
| 2013  | Confident (featuring Chance the Rapper)     | 29                  | 41                  | 33                  | 48                  | 88                  | 61                  |                     |                     |                     |                     |                     |                                                            | Journals                 |
| 2014  | Home to Mama (avec Cody Simpson)            | —                   | —                   | —                   | —                   | —                   | —                   |                     |                     |                     |                     |                     |                                                            | Purpose                  |
| 2015  | Where Are Ü Now (avec Jack Ü)               | 5                   | 8                   | 3                   | 29                  | 24                  | 33                  |                     |                     |                     |                     |                     | - France : Platine                                         | Purpose                  |
| 2015  | What Do You Mean?                           | 1                   | 1                   | 1                   | 1                   | 3                   | 4                   |                     |                     |                     |                     |                     | - France : Platine                                         | Purpose                  |
| 2015  | Sorry                                       | 1                   | 1                   | 1                   | 2                   | 4                   | 3                   |                     |                     |                     |                     |                     | - France : Diamant                                         | Purpose                  |
| 2015  | I'll Show You                               | 8                   | 19                  | 15                  | 35                  | 57                  | 45                  |                     |                     |                     |                     |                     |                                                            | Purpose                  |
| 2015  | Love Yourself                               | 1                   | 1                   | 1                   | 2                   | 4                   | 3                   |                     |                     |                     |                     |                     |                                                            | Purpose                  |
| 2016  | Company                                     | 38                  | 53                  | 25                  | —                   | 181                 | —                   |                     |                     |                     |                     |                     |                                                            | Purpose                  |
| 2017  | Friends (avec BloodPop®)                    | 4                   | 20                  | 2                   | 2                   | 8                   | 4                   |                     |                     |                     |                     |                     |                                                            | NC                       |
| 2019  | Yummy                                       | 3                   | 2                   | —                   | —                   | 67                  | —                   |                     |                     |                     |                     |                     |                                                            | Changes                  |
| 2021  | Hold On                                     |                     |                     | —                   | —                   |                     | —                   |                     |                     |                     |                     |                     |                                                            | Justice                  |

### Singles numériques
| Année                                                                                             | Titre                                   | Meilleur classement | Meilleur classement | Meilleur classement | Meilleur classement | Meilleur classement | Meilleur classement | Album                       |
| Année                                                                                             | Titre                                   | CAN                 | É-U                 | AUS                 | N-Z                 | R-U                 | BE                  | Album                       |
| ------------------------------------------------------------------------------------------------- | --------------------------------------- | ------------------- | ------------------- | ------------------- | ------------------- | ------------------- | ------------------- | --------------------------- |
| 2009                                                                                              | Love Me                                 | 12                  | 37                  | 65                  | —                   | 71                  | —                   | My World / My World 2.0     |
| 2009                                                                                              | Favorite Girl                           | 15                  | 26                  | 92                  | —                   | 76                  | —                   | My World / My World 2.0     |
| 2010                                                                                              | U Smile                                 | 17                  | 27                  | —                   | —                   | 98                  | —                   | My World 2.0                |
| 2010                                                                                              | Never Say Never (featuring Jaden Smith) | —                   | 33                  | —                   | —                   | —                   | 5 (ultratip)        | Never Say Never The Remixes |
| "—" signifie que le single n'a pas été commercialisé ou n'a pas réussi à se classer dans ce pays. |                                         |                     |                     |                     |                     |                     |                     |                             |

### Collaborations
| 2010                                                                                              | We Are the World: 25 for Haiti (Artists for Haiti)                                 | 7 | 2 | 18 | 9  | 8 |                    |        |
| 2010                                                                                              | Wavin' Flag (Young Artists for Haiti)                                              | 1 | — | —  | —  | — |                    |        |
| 2016                                                                                              | Let me love you (DJ Snake feat Justin Bieber)                                      | 1 | 1 | 11 | 21 | 8 | - France : Diamant | Encore |
| 2016                                                                                              | Cold water (Major Lazer feat Justin Bieber et MO)                                  | 1 | 7 | 9  | 5  | 8 | - France : Diamant |        |
| 2017                                                                                              | I'm the One ( DJ khaled feat. Justin bieber, Quavo, Chance the rapper & Lil Wayne) |   |   |    |    |   | - France : Platine |        |
| 2017                                                                                              | 2U (David guetta feat Justin Bieber)                                               |   |   |    |    |   | - France : Platine |        |
| 2020                                                                                              | I don't care (Ed Sheeran et Justin Bieber)                                         | 1 | 1 | 1  | 1  | 1 | - France : Platine |        |
| 2021                                                                                              | Stay (The Kid Laroi et Justin Bieber)                                              | 1 | 1 | 1  | 1  | 1 | - France : Diamant |        |
| "—" signifie que le single n'a pas été commercialisé ou n'a pas réussi à se classer dans ce pays. |                                                                                    |   |   |    |    |   |                    |        |

### Autres titres classés
| 2009                                                                                              | Down to Earth                         | 61 | 79 | —  | 149 | My World (EP) |
| 2009                                                                                              | Bigger                                | 78 | 94 | —  | 162 | My World (EP) |
| 2009                                                                                              | First Dance (featuring Usher)         | 88 | 99 | —  | 156 | My World (EP) |
| 2009                                                                                              | Common Denominator                    | 72 | —  | —  | 166 | My World (EP) |
| 2010                                                                                              | That Should Be Me                     | —  | 92 | —  | 179 | My World 2.0  |
| 2010                                                                                              | Stuck in the Moment                   | —  | —  | —  | 151 | My World 2.0  |
| 2010                                                                                              | Overboard (featuring Jessica Jarrell) | —  | —  | —  | 182 | My World 2.0  |
| 2010                                                                                              | Kiss and Tell                         | —  | —  | 78 | —   | My World 2.0  |
| "—" signifie que le single n'a pas été commercialisé ou n'a pas réussi à se classer dans ce pays. |                                       |    |    |    |     |               |